# Sparta AV
RV & AV Sparta, ook wel Sparta AV of Sparta (amateurs) genoemd, is de amateurvereniging van de profclub Sparta Rotterdam en een onderdeel van R.V. & A.V. Sparta.
Het standaardelftal dames komt uit in de Derde klasse zaterdag van het district West II (2021/22). Na een aantal mislukte pogingen lukte het de amateur tak om in 2023 kampioen te worden in de 2e klasse en zodoende te promoveren naar 1e klasse zaterdag, In seizoen 23/24 spelen de Spartanen in de 1e klasse D.

## Koninklijke Erepenning
Op 28 februari 2016 wordt aan de R.V.&A.V. Sparta wegens bijzondere maatschappelijke verdiensten de Koninklijke Erepenning uitgereikt. Toenmalig voorzitter Victor Holleman ontving de bijbehorende penning uit handen van de Burgemeester van Rotterdam.

## Geschiedenis
De organisatorische afsplitsing van het betaald voetbal van de moedervereniging leidde per 14 juni 1976 tot het ontstaan van een amateurvereniging. Het voormalige derde elftal ging verder als het eerste elftal van de moedervereniging. Zoals te doen gebruikelijk diende dit nieuwe team, spelend op Nieuw-Vreelust, binnen de regionale afdeling van de K.N.V.B. te beginnen in de Vierde klasse.

### Opbouw van successen
Het verblijf in deze klasse duurde tot 1978. Vanaf dit jaar tot 1983 kwam R.V.&A.V. Sparta uit in de Derde klasse. In de loop der jaren heeft zich een nieuwe en naar zal blijken succesvolle staf gevormd bestaande uit trainer Aad de Vries en elftalleider Janus Braun.
Door in drie seizoenen twee kampioenschappen te behalen speelde R.V.&A.V. Sparta vanaf 1985 in de Eerste klasse. In hetzelfde jaar bereikte R.V.&A.V. Sparta voor het eerst de finale van de jaarlijks uitgeloofde Rotterdams Nieuwsblad bokaal.
Tot de bekendste bestuurders, medewerkers en vrijwilligers behoren Willem de Jong, Rob Leeninga, Piet Hunter, Martin Mallon, Henk Hendriks, Puk de Vries, Beb Juhrend, Jan le Pair, Wim Klijnoot en Aad Asman.

### Wisselende resultaten
Degradaties in 1991, 1992 en 1994 doen R.V.&A.V. Sparta in de Vierde klasse belanden. Een jaar na de degradatie van 1994 wordt in 1995 via de nacompetitie de Derde klasse bereikt. In deze afdeling blijft de vereniging spelen tot in 1999 via de nacompetitie naar de Tweede klasse wordt gepromoveerd.
In 2001 volgt voor R.V.&A.V. Sparta, nu spelend op het nieuwe complex in Nieuw Terbregge, de promotie naar de Eerste klasse. In de jaren 2002 en 2004 wordt de promotie via de nacompetitie naar de Hoofdklasse nipt gemist. In 2005 volgt een degradatie naar de Tweede klasse.
In 2023 werd de Sparta AV tak kampioen in de 2e klasse met een promotie naar de 1e klasse als gevolg.
In de jaren 2003 en 2005 wordt tweemaal de finale van wat sinds de krantenfusie de strijd om de Rotterdams Dagblad Trofee heet, bereikt.

### Een nieuw begin
Medio 2011 daalt de club af naar de Derde klasse. Niet veel later gevolgd door het moment in 2012 waarop wordt besloten de vereniging vanaf de basis opnieuw op te gaan bouwen. Na een aanloopperiode presenteert R.V.&A.V. Sparta in het voorjaar van 2014 een hele nieuwe selectie onder leiding van oud-speler Ron Luijten.
Hij weet in zijn eerste seizoen als hoofdtrainer van R.V.&A.V. Sparta twee periodetitels en het algeheel kampioenschap 2015 te winnen. Het eerste seizoen in de Derde klasse wordt afgesloten met een periodetitel en een bijna promotie. Een jaar later, in 2017, lukt de promotie naar de Tweede klasse wel. Ron Luijten vertrekt na drie seizoenen en wordt opgevolgd door een andere oud-speler van Sparta Rotterdam, Robert Verbeek.

## Competitieresultaten 2015–heden (zaterdag)
| 1 4E |

| 5 3C |

| 4 3C |

| 4 2D |

| 3 2D |

| 1* 2D |

| 1* 2D |

| 2 2D |

| 1 2F |

| 7 1D |

- = Dit seizoen werd stopgezet vanwege de uitbraak van het coronavirus. Er werd voor dit seizoen geen officiële eindstand vastgesteld.

| Eerste klasse | Tweede klasse | Derde klasse | Vierde klasse |

## Competitieresultaten 1977–2012 (zondag)
| 4 4F |

| 1 4G |

| 4 3D |

| 3 3C |

| 6 3C |

| 2 3D |

| 1 3D |

| 2 2B |

| 1 2B |

| 7 1B |

| 4 1B |

| 9 1B |

| 4 1B |

| 8 1B |

| 11 1B |

| 11 2B |

| 9 3D |

| 10 3D |

| 1 4G |

| 8 3D |

| 6 3B |

| 5 3C |

| 3 3B |

| 8 2D |

| 1 2D |

| 3 1B |

| 7 1B |

| 5 1B |

| 10 1B |

| 2 2D |

| 9 2D |

| 7 2D |

| 4 2D |

| 11 2C |

| 14 2D |

| 11 3D |

| Eerste klasse | Tweede klasse | Derde klasse | Vierde klasse |

In elke staaf van de grafiek staat van boven naar beneden vermeld: 
- Eindnotering

Dit is de positie die de club heeft bereikt in de competitie, zonder eventuele beslissings-, play-off- of nacompetitiewedstrijden die nodig zijn geweest om bijvoorbeeld de kampioen van de competitie te bepalen.
Indien een * achter het getal staat is de notering een tussenstand en kan het zijn dat de notering niet overeenkomt met de uiteindelijke eindstand van de competitie.
Staat er een - dan is het seizoen nog bezig en is er geen definitieve uitslag bekend.
Staat er xx op de positie van de notering, dan heeft de club vroegtijdig de competitie verlaten. Dit kan onder andere komen door terugtrekking van het team, faillissement van de club of door een uitgedeelde straf van de KNVB. In veel gevallen staat elders in het artikel de reden vermeld.
Staat er een ? dan is het resultaat uit het verleden onbekend, en is alleen de competitie of het niveau bekend van dat seizoen.
In de seizoenen 2019/20 en 2020/21 werd wegens de coronacrisis het amateurvoetbal afgebroken. Daardoor kennen deze staven geen eindklassering (middels -- weergegeven).
- Competitieniveau en afdelingsletter of Officiële eindstand Eredivisie
  - Competitieniveau en afdelingsletter

Hierbij geeft het getal het niveau weer, dat ook terug te vinden is in de legenda. De letter is de afdelingsaanduiding en wordt gebruikt wanneer er meer afdelingen zijn op hetzelfde niveau. De afdelingsletter is altijd een hoofdletter en wordt meestal zonder nummer gebruikt.
Voorbeeld: 2F is niveau 2e klasse competitie F.
Het competitieniveau en nummer wordt niet vermeld wanneer er slechts één competitie van dit niveau was.
  - Officiële eindstand Eredivisie (getal staat tussen haakjes vermeld)

Sinds de introductie van play-offwedstrijden voor Europees voetbal na afloop van de reguliere competitie in 2005/06, is de KNVB verplicht een eindstand van de Eredivisie door te geven aan de UEFA aan de hand van deze play-offwedstrijden.
Bij deze eindstand staan clubs die zich hebben gekwalificeerd voor Europees voetbal hoger dan clubs die zich niet wisten te kwalificeren. Indien er geen verschil was tussen de eindnotering en de officiële eindstand, staat dit getal niet vermeld.

- Onderafdeling

Hier staat afgekort de naam van de onderafdeling indien de club in dat jaar in een onderafdeling uitkwam. Tevens staat deze afkorting in de legenda en wordt gelinkt naar het artikel over deze onderafdeling. Deze afkorting wordt alleen vermeld wanneer de club in het verleden in verschillende onderafdelingen heeft gespeeld. Deze vermelding is in de staaf altijd in kleine letters. Deze onderafdelingen zijn na het seizoen 1995/96 afgeschaft. Heeft de club in slechts één onderafdeling gespeeld, dan is dit alleen terug te vinden in de legenda.
Onder de staaf staat het jaartal vermeld waarin het seizoen is afgesloten. 15 verwijst naar het seizoen 2014/15 of eventueel het seizoen 1914/15.
Wanneer een staaf leeg is, zijn deze gegevens niet bekend. Het kan ook zijn dat de club dat seizoen niet heeft meegespeeld op het hogere amateurniveau, vroegtijdig de competitie heeft verlaten of uit de competitie is gezet.

In het seizoen 1944/45 was er wegens de Tweede Wereldoorlog geen regulier competitievoetbal.